# Patrisse Cullors
Patrisse Cullors (ur. 20 czerwca 1983) – amerykańska artystka i aktywistka praw człowieka, współzałożycielka Black Lives Matter, identyfikuje się jako aktywistka queer.

## Biografia
Patrisse Cullors urodziła się w 1983 roku w Los Angeles, w stanie Kalifornia. Dorastała w Pacoima, jednej z uboższych dzielnic w San Fernando Valley. Ma dziewiątkę rodzeństwa, była wychowywana przez samotną matkę – Cherisse Foley. Ukończyła Grover Cleveland High School. W wieku 16 lat miała swój coming out przed rodziną, której to powiedziała, że identyfikuje się jako osoba queer, następnie wyprowadziła się do Los Angeles. Jako młoda osoba dołączyła do Bus Riders Union.
Otrzymała Fulbright Scholarship – stypendium, które umożliwiło jej dostanie się na Uniwersytet Kalifornijski. W 2012 roku ukończyła studia na kierunku religia i filozofia. Tego samego roku Cullors stworzyła swój pierwszy performance, w którym poruszyła kwestię przemocy w więzieniu. Ten występ zmotywował ją do stworzenia Coalition to End Sheriff Violence, które to przerodziło się następnie w organizację non-profit – Dignity and Power Now.
W 2016 roku wygłosiła serię przemówień na kilkunastu uniwersytetach, m.in.: American University, University of Notre Dame, University of Pennsylvania i University of Cornel.
Cullors jest obecnie wykładowczynią Social Justice And Community Organizing na Prescott College. Określa się jako marksistka.

## Black Lives Matter
Wraz z Alicia Garza i Opal Tometi, w 2013 roku, ruch Black Lives Matter. Cała trójka rozpoczęła ruch z powodu frustracji związanej z uniewinnieniem George’a Zimmermana, zabójcy Trayvona Martina. Cullors była de facto twórczynią hasztagu #BlackLivesMatter, który to napisała zainspirowana postem Garzy, który ta zamieściła na swoim profilu na Facebooku. Sama Cullors twierdzi, że impuls, który spowodował, że zaangażowała się w sprawy osób czarnoskórych, wynikał z brutalności jakiej doznał jej 19-letni brat podczas jego uwięzienia w hrabstwie Los Angeles.

## Pozostała aktywność
Cullors jest członkinią zarządu Ella Baker Center for Human Rights, w ramach organizacji poprowadziła w 2014 roku think tank na temat przemocy stanowej – Without Borders Conference.

### Polityka
Cullors poparła Elizabeth Warren i Berniego Sandersa w prawyborach w Partii Demokratycznej w 2020 roku.

## Osiągnięcia i wyróżnienia
W 2007 roku otrzymała nagrodę Mario Savio Young Activist of the Year. W 2008 roku otrzymała Sydney Goldfarb Outstanding Student Award.
W 2014 roku otrzymała Contribution to Oversight Award od National Association for Civilian Oversight of Law Enforcement (NACOLE).
W 2015 roku otrzymała tytuł History Maker od Krajowego Stowarzyszenia na Rzecz Popierania Ludności Kolorowej. Również w 2015 roku Cullors, Opal Tometi i Alicia Garza (jako „Women of #BlackLivesMatter”) znalazły się w gronie dziewięciu finalistek The Advocate’s Person of the Year. W 2016 roku otrzymała tytuł kobiety roku magazynu Glamour. Również w 2016 roku została uznana za Fortune’s World’s Greatest Leaders, otrzymała także doktorat honoris causa Clarkson University. W 2018 została nagrodzona José Muñoz Award nadawanym przez CLAGS: The Center for LGBTQ Studies odbywającego się na CUNY Graduate Center.
W 2016 roku otrzymała Justice Award, nagrodę przyznawaną przez National Center for Lesbian Rights. W 2017 roku otrzymała Sydney Peace Prize.

## Publikacje
W 2014 roku Cullors wystawiła swoją sztukę teatralną zatytułowaną POWER: From the Mouths of the Occupied, premiera odbyła się w Highways Performance Space.
Swoje artykuły pisała m.in. do LA Progressive oraz The Guardian.
W styczniu 2018 roku wydała swoją książkę zatytułowaną When They Call You a Terrorist: A Black Lives Matter Memoir. Również w 2018 została wybrana autorką bestsellerów magazynu Times.

## Życie prywatne
Cullors identyfikuje się jako osoba queer. W 2016 roku poślubiła Janaya Khan.

## Kontrowersje
W kwietniu 2021 roku „New York Post” ujawnił, że Patrisse Cullors jest właścicielką kilku nieruchomości, w tym m.in. domu w Los Angeles o wartości ok. 1,4 mln dolarów. 13 kwietnia Fundacja The Black Lives Matter Global Network wydała oświadczenie, że nie finansowała zakupu jej nieruchomości, od 2013 roku wypłaciła jej tylko 120 000 dolarów wynagrodzenia za pracę w tej organizacji, a od 2019 roku nie wypłacała jej już żadnych pieniędzy, co zadało kłam oskarżeniom, że Cullors zakupiła prywatne nieruchomości z pieniędzy Fundacji BLM.